# Рахим Бећири
Рахим Бећири (алб. Rahim Beqiri; Копривица, 1. јануар 1957 — Приштина, 2. август 2001) био је албански командант са Косова и Метохије. Познат је по надимнку Командант Роки (алб. Komandant Roki).
Почетком рата на Косову и Метохији придружио се Ослободилачкој војсци Косова (ОВК). Потом се придружио Ослободилачкој војсци Прешева, Медвеђе и Бујановца (ОВПМБ) за време сукоба у Прешевској долини, а након почетка сукоба у Македонији 2001. придружио се Ослободилачкој националној армији (ОНА), где је вршио нападе на македонске снаге безбедности. Био је један од команданата 112. бригаде ОНА, која је била активна на подручју Тетова. Рањен је од стране македонских снага безбедности током Друге битке за Тетово. Одмах је пребачен у болницу у Пороју, а затим у Приштину, где је и преминуо 2. августа 2001. године.